# Augusto Soromenho
Augusto Pereira Soromenho (Apresentação, Aveiro, 20 de Fevereiro de 1833 — Lisboa, 9 de Janeiro de 1878), mais conhecido por Augusto Soromenho, foi um professor, filólogo e escritor português. Adotou também o pseudónimo Abd-Allah e usou os nomes Augusto Pereira do Vabo e Anhaya Gallego Soromenho e os de Castro e Pedegache, afirmando que descendia de famílias nobres de Castela e do Algarve. Inocêncio Francisco da Silva lista o nome como Seromenho, grafia que o próprio não terá usado. Foi sócio correspondente da Academia Real das Ciências de Lisboa e seu bibliotecário.

## Biografia
Augusto Soromenho nasceu a 20 de Fevereiro de 1833 na freguesia da Apresentação, cidade de Aveiro, baptizado n respectiva igreja em 2 de Março pelo vigário Manuel Rodrigues Tavares de Araújo Taborda. Os pais foram Manuel Álvares de Lima e sua esposa Maria José Pereira Soromenho, residentes então na mesma freguesia, naturais de Valença do Minho. Naquele ano de 1833 estava-se em plena Guerra Civil Portuguesa e os pais tinham procurado refúgio em Aveiro, onde o pai se empregara como assentista (escriturário) dos fornecedores de víveres às tropas miguelistas então em operações entre Oliveira de Azeméis e Águeda. A família terá abandonado Aveiro após a ocupação da cidade pelas forças liberais.
A família acabou por se fixar no Porto, onde ainda muito novo se empregou como escrevente das alfândegas, recebendo apenas 240 réis diários. Entretinha-se à noite a ler livros que obtinha por empréstimo, revelando-se um autodidacta que aprendera latim e obtivera profundos conhecimentos de literatura. Nas horas vagas e nos feriados, visitava a Biblioteca de São Lázaro, no Porto, cujos empregados se admiravam por consultar os clássicos e as obras escritas em línguas mortas.
Considerado de génio volúvel e altivo, Camilo Castelo Branco, no 2.º volume do seu Cancioneiro Alegre, afirma que nunca viu ninguém com tantas artes para ganhar inimigos e que sacrificava os seus benfeitores àquilo a que a sua consciência chamava Justiça. O mesmo escritor afirma que o conhecera ainda muito novo e infeliz, ao que parece, sem protecção nem meios para se vestir e sustentar.
Na Biblioteca de São Lázaro travou conhecimento em 1851 com José Ferreira da Silva, o redactor do jornal Portugal, um periódico conservador da cidade do Porto, que o contratou como revisor para integrar a redacção daquele diário. Pouco depois passou a colaborar no jornal, mostrando-se nos seus escritos defensor dos princípios conservadores, mesmo miguelista, e um fervoroso católico. Passou a colaborar em diversos periódicos católicos, entre os quais a A Cruz e O Cristianismo, e dirigiu o periódico intitulado Bibliotheca Catholica do Seculo XIX.
Passou então a frequentar os meios intelectuais portuenses, estabelecendo relações com algumas das figuras cimeiras da intelectualidade da época. Por esta altura passou a assinar artigos com o nome de Augusto Pereira de Vabo y Añaya Gallego Soromenho e outros com de Castro e Pedegache, afirmando que descendia de famílias nobres de Castela e do Algarve. A sua mãe seria prima do conde das Antas. A partir de 1852 passou a ser protegido de Salvador Paes de Sande e Castro, um jovem rico de São João da Pesqueira, que o apresentava nas salas da alta sociedade e lhe emprestava os seus cavalos, pois era dado aos exercícios da equitação.
Também por essa altura se iniciou na poesia, dando provas de grande talento ao publicar na Miscellanea Poética, uma revista semanal de composições métricas que se publicou no Porto em 1851 e 1852. Assinava-se Augusto Pereira Soromenho e a sua produção poética foi considerada de mérito. Contudo, fazendo jus ao seu mau génio e incapacidade de se relacionar, publicou alguns artigos a criticar os méritos dos poetas que colaboravam na iniciativa. Os artigos, insertos no Nacional e depois publicados em separata, eram de uma crítica violenta, o que levou ao corte de relações com o grupo e à exclusão de Augusto Soromenho.
A incapacidade de manter relacionamentos dificultou-lhe sobremaneira a vida, por tinha poucos recursos, não os podendo obter da família, já que o pais, ao tempo director da alfândega de Vila do Conde, pouco o podia ajudar já que o emprego que não seria muito rendoso.
Em 1855, com 22 anos de idade, publicou no Porto a sua primeira monografia, o volume de poesia intitulado Diwan, obra presentemente rara dada a escassa tiragem da edição.
Também por volta de 1855 obteve um modesto emprego na Biblioteca do Porto, onde durante os anos imediatos se dedicou ao estudo da história de Portugal e de arqueologia. Dos seus estudo resultou a publicação de numerosos artigos avulsos em diversos periódicos, que complementava com artigos de crítica literária. Entre estes últimos artigo dedicou alguns a acusações de plagiato, de que resultaram azedas polémicas.
Como funcionário da Biblioteca do Porto, os seus conhecimentos de paleografia levaram a que fosse escolhido pelo Governo para visitar os cartórios das colegiadas e mosteiros para extrair os elementos úteis aos estudos históricos então em curso.
Em inícios de 1858 conheceu Alexandre Herculano, que ao visitar a cidade do Porto o encontrou e ficou impressionado com o seus conhecimentos dos clássicos e da língua portuguesa, reconhecendo nele um mancebo de muito talento, muito estudioso e já então muito erudito. Desse encontro resultou ser convidado por Herculano para se transferir para Lisboa e passar a colaborar nos seus trabalhos de história de Portugal. Aceitou e a partir de meados de 1858 passou a trabalhar na biblioteca da Academia Real das Ciências de Lisboa.
Pouco depois de ter iniciado os seus trabalhos na Academia foi indigitado por Alexandre Herculano para ir para  Madrid, como bolseiro do Governo Português, estudar paleografia e língua árabe. Em Madrid foi discípulo do eminente arabista e bibliófilo Pascual de Gayangos y Arce. Enquanto em Madrid sustentou uma feia polémica com o seu antigo protector José Ferreira da Silva, o redactor do Portugal, que lhe replicou com um folhetim intitulado Tu quoque.... Ficaram definitivamente de relações cortadas.
Após alguns anos em Madrid voltou a Lisboa, sendo encarregado da regência da cadeira de Língua Árabe no Liceu Nacional de Lisboa, a qual havia sido regida interinamente por António Caetano Pereira, discípulo do padre João de Sousa. Contudo a cadeira foi suprimida pouco depois, em 1868, por D. António Alves Martins, bispo de Viseu, quando este assumiu o direcção do Ministério do Reino, departamento que então superintendia o sector da educação.
Notabilizou-se em Fevereiro de 1863, quando na sequência da morte de D. Pedro V de Portugal escreveu uma carta aberta à Cúria Romana, com ampla repercussão na imprensa portuguesa, exigindo ao cardeal Giacomo Antonelli, então Secretário de Estado da Santa Sé, a celebração de exéquias solenes no Vaticano pelo real finado.
Em 1867 vagara, devido a doença mental de António Pedro Lopes de Mendonça, a cadeira de Literatura no Curso Superior de Letras. Augusto Soromenho concorreu com sucesso à vaga fazendo um brilhante exame e escrevendo uma dissertação acerca da Origem da Língua Portuguesa, publicada nesse ano e que lhe granjeou muitos elogios. A partir de 1872 passou a reger a cadeira de História daquele estabelecimento devido ao falecimento de Luís Augusto Rebelo da Silva.
Entretanto, Augusto Soromenho foi um dos conferencistas das Conferências do Casino, nas quais a 6 de Junho de 1871 dissertou sobre A Literatura Portuguesa Contemporânea. Antes dele falara Antero de Quental e depois Eça de Queirós e Adolfo Coelho.
Foi feito sócio correspondente da Academia Real de Ciências e bibliotecário da mesma Academia, tendo nestas funções sucedido a Alexandre Herculano na coordenação da obra Portugaliæ Monumenta Historica. Apesar disso, e seguindo o seu padrão de relacionamento difícil, acabou por cortar relações com o seu antigo protector Alexandre Herculano, que em retaliação lhe cortou o acesso ao acervo da Torre do Tombo. Também no que respeita à Academia das Ciências, após múltiplas disputas, especialmente depois de uma grave pendência com o matemático Daniel Augusto da Silva, foi obrigado a demitir-se de sócio para evitar a expulsão.
Augusto Soromenho faleceu em 9 de Janeiro de 1878, vítima de tuberculose pulmonar. A revista literária O Ocidente publicou uma pequena biografia e o seu retrato. Deixou uma vasta obra em prosa e verso dispersas por múltiplos periódicos e inéditos muitos manuscritos.
Foi casado com uma portuense, Maria da Glória, e deste consórcio nasceu um único filho, falecido em Lisboa a 9 de Maio de 1899, também chamado Augusto Soromenho, que publicou diversos trabalhos, entre os quais um Diccionario Chorographico Postal.

## Obras
- Diwan (1855)
- Portugal, Roma e a Itália  (1862)
- Origem da língua portugueza (1867)